# Saint-Julien-sur-Dheune
 Saint-Julien-sur-Dheune  es una población y comuna francesa, en la región de Borgoña, departamento de Saona y Loira, en el distrito de Chalon-sur-Saône y cantón de Montchanin.

## Demografía
| 267 | 240 | 185 | 186 | 184 | 220 |
| Para los censos de 1962 a 1999 la población legal corresponde a la población sin duplicidades (Fuente: INSEE [Consultar]) |     |     |     |     |     |